# Friedrich Johann von Alvensleben

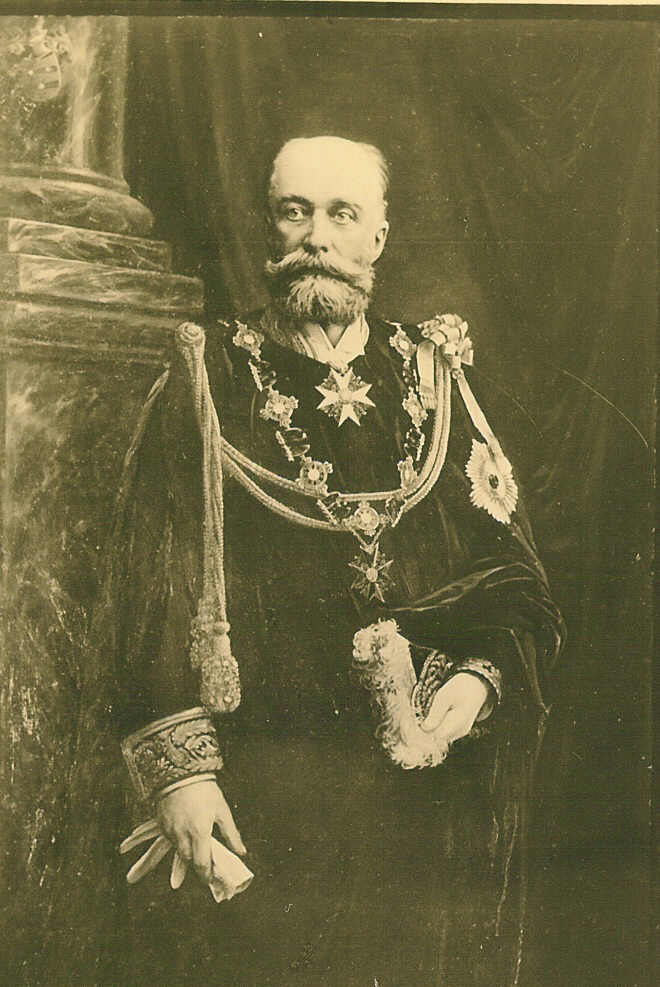
Friedrich Johann Graf von Alvensleben

Friedrich Johann Graf von Alvensleben (* 9. April 1836 in Erxleben, Kreis Neuhaldensleben; † 16. September 1913 ebenda) war ein deutscher Diplomat und Botschafter.

## Leben

### Herkunft
Er entstammte der niederdeutschen Adelsfamilie von Alvensleben und wurde auf Schloss Erxleben geboren. Er war der zweite Sohn von Ferdinand Graf von Alvensleben (1803–1889) auf Erxleben I, Mitglied des Preußischen Herrenhauses und Wirklicher Geheimer Rat, und dessen Ehefrau Pauline geborene von der Schulenburg (1810–1882) aus Priemern (heute Ortsteil von Bretsch). Sein älterer Bruder war Friedrich Joachim von Alvensleben (1833–1912), Landrat des Landkreises Neuhaldensleben von 1863 bis 1901. Seine Schwester Margarethe von Alvensleben (1840–1899) war von 1893 bis zu ihrem Tode Äbtissin des Klosters Stift zum Heiligengrabe.

### Werdegang
Alvensleben machte am Pädagogium in Halle (Saale) das Abitur, studierte an den Universitäten Bonn und Berlin Rechtswissenschaft und trat nach einer Tätigkeit als Auskultator und Referendar 1861 als Gesandtschaftsattaché in Brüssel in den diplomatischen Dienst. 1863 bestand er das diplomatische Examen. Es folgten Tätigkeiten als Legationssekretär in Stuttgart, München, Dresden, Sankt Petersburg und Washington. 1871 wurde er in das Spezialbüro des Reichskanzlers Otto von Bismarck berufen. Die weiteren Stationen waren 1872 Botschaftsrat in Sankt Petersburg, 1876 Generalkonsul in Bukarest, 1879 Ministerresident in Darmstadt, 1882 Gesandter in Den Haag, 1884 in Washington, 1888 in Brüssel und schließlich von 1900 bis 1905 Botschafter in St. Petersburg. Die letzten Jahre seines Lebens widmete er sich der Bewirtschaftung seiner Güter Erxleben I und Eimersleben, die ihm bei der brüderlichen Teilung durch Los zugefallen waren.

### Familie
Er heiratete am 14. Mai 1897 Pauline von Roeder (1842–1914), Witwe des Generals der Infanterie Rudolf von Winterfeldt (1829–1894). Die Ehe blieb kinderlos.

## Leistung und Ehrungen
Nach dem Urteil des Reichskanzlers Bismarck war er einer seiner fähigsten Mitarbeiter im Auswärtigen Amt. Er schlug ihn deshalb 1890 als Nachfolger seines Sohnes Herbert von Bismarck zum Staatssekretär im Auswärtigen Amt vor. Trotz dringender Vorstellungen des Kaisers Wilhelm II., Caprivis und Herbert von Bismarcks lehnte er die Übernahme dieses Amtes ab, ebenso 1893 den Botschafterposten in Washington. Als Botschafter in St. Petersburg distanzierte er sich in dem Bestreben, gegen Deutschlands Isolierung anzukämpfen, mehrfach von den politischen Methoden des Auswärtigen Amtes in Berlin.
Als er mit 69 Jahren nach 45-jähriger Dienstzeit in den Ruhestand ging, erhielt er den Schwarzen Adlerorden, die höchste preußische Auszeichnung. 1906 wurde er als lebenslanges Mitglied in das Preußische Herrenhaus berufen.
Er war Mitglied des Corps Borussia Bonn.